# Biljana
Biljana este o localitate din comuna Brda, Slovenia, cu o populație de 136 de locuitori.